# Catalina Karlsdotter
Catalina Karlsdotter o Catalina Gumsehuvud (fallecida el 7 de septiembre de 1450) fue una noble sueca, luego reina de Suecia y de Noruega. 
Era hija del caballero Carlos Ormsson, de la aristocrática familia Gumsehuvud. En 1440 casó con el entonces mariscal Carlos Knutsson, quien en 1448 fue rey de Suecia. Fue brevemente reina de Noruega entre 1449 y 1450. Sus restos fueron sepultados en el convento de Vadstena. 
Era hija del caballero Carlos Ormsson, de la aristocrática familia Gumsehuvud. En 1440 casó con el entonces mariscal Carlos Knutsson, quien en 1448 fue rey de Suecia. Fue brevemente reina de Noruega entre 1449 y 1450. Sus restos fueron sepultados en el convento de Vadstena.
Tuvo tres hijas:
1. Margarita Karlsdotter.
2. Magdalena Karlsdotter.
3. Brígida Karlsdotter.

| Predecesor: Dorotea de Brandeburgo | Reina Consorte de Suecia 1448-1451 | Sucesor: Dorotea de Brandeburgo |

- Datos: Q2305403
- Multimedia: Catherine Karlsdotter / Q2305403